# أوتو بيريز مولينا
أوتو بيريز مولينا (بالإسبانية: Otto Pérez Molina)‏ (ولد في 1 ديسمبر 1950)،هو جنرال عسكري متقاعد وسياسي غواتيمالي، و رئيس الجمهورية منذ 14 يناير 2012 وحتى 3 سبتمبر 2015 لولاية مدتها أربعة سنوات .أوتو بيريز هو أول عسكري منتخب من قبل الشعب في العصر الديمقراطي الجديد، الذي توطد في عام 1985.
حقق شهرة دولية من خلال اقتراحه تقنين الإستهلاك والإتِّجار بالمخدرات وقد قال إن الطرق المستخدمة حاليا لمكافحة هذه الآفة غير فعالة ولا توفر حلا.

## استقالته من منصبه
في 3 سبتمبر 2015 قدم الرئيس أوتو بيريز مولينا استقالته بعد اتهامات فساد ضده ونائبه اليخاندرو مالدونادو أغيري يقوم بأعمال المنصب.